# Astragalus icmadophilus
Astragalus icmadophilus är en ärtväxtart som beskrevs av Hand.-mazz. Astragalus icmadophilus ingår i släktet vedlar, och familjen ärtväxter. Inga underarter finns listade i Catalogue of Life.